# Ånden som Gjorde Opprør
Ånden som Gjorde Opprør — другий студійний альбом норвезького дарк-ембієнт артиста Mortiis. Реліз альбому відбувся 1994 року під лейблом Cold Meat Industry. Альбом складається з двох композицій. 

## Список композицій
| #     | Назва                              | Автор слів | Автор музики | Тривалість |
| ----- | ---------------------------------- | ---------- | ------------ | ---------- |
| 1.    | «En mørk horisont»                 | Mortiis    | Mortiis      | 21:09      |
| 2.    | «Visjoner av en eldgammel fremtid» | Mortiis    | Mortiis      | 18:27      |
| 39:36 |                                    |            |              |            |